# Mateše
Mateše es una localidad de Croacia en el municipio de Bosiljevo, condado de Karlovac.

## Geografía
Se encuentra a una altitud de 245 m s. n. m. a 87 km de la capital nacional, Zagreb.

## Demografía
En el censo 2011, el total de población de la localidad fue de 59 habitantes.
| Gráfica de población de Mateše 1857-2011                            |
|                                                                     |
| Según los censos de población de la oficina estadística de Croacia. |